# Oud Spui (Brussel)

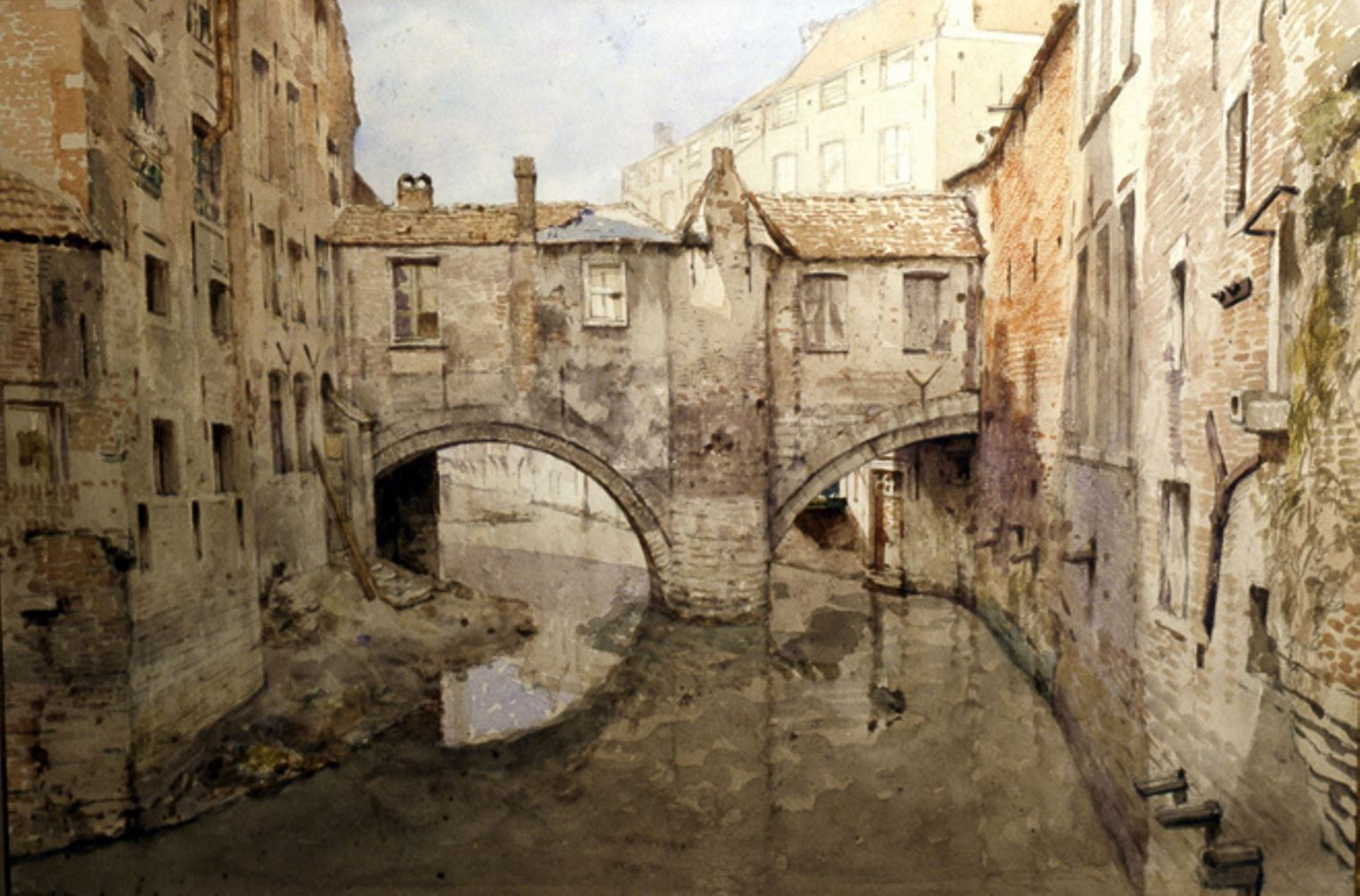
Oud Spui weergegeven rond 1870 door Van Moer.

Het Oud Spui was de zuidelijke Zenneovergang op de eerste stadsmuur van Brussel, gelegen tussen de Overmolenpoort en de Sint-Katelijnepoort. De lage booggewelven van deze waterpoort en wellicht ook kettingen maakten doorvaart lastig zo niet onmogelijk. Aangenomen wordt dat er een meer comfortabele passage voor schepen bestond, zoals de Muntersbrug, waarvan wordt gedacht dat het een gat in de stadsmuur was met misschien enkel een loopbrug om de rondgang te verzekeren.
De oudste archiefsporen van de Spoy dateren uit 1294. Pas in 1484 – geruime tijd na de constructie van de tweede omwalling en het Groot Spui – vinden we voor het eerst de vermelding Oude Spoy. Na het verlies van zijn militaire functie werd het Oud Spui geïntegreerd in het stadsweefsel, zoals te zien is op enkele 19e-eeuwse foto's en schilderijen. De overwelving van de Zenne en de aanleg van de centrale lanen in de jaren 1870 betekenden het einde voor het bouwwerk. De booggewelven zijn bewaard in de kelders van een hotel aan de Anspachlaan nr. 159, waar ze de wellnessruimte opleuken.